# Kapelle (Frankrijk)
Kapelle (Frans: Cappelle-la-Grande) is een gemeente in de Franse Westhoek, in het Franse Noorderdepartement. Zij telde op 1 januari 2022 7.865 inwoners. De gemeente ligt in Frans-Vlaanderen in de streek het Blootland en grenst aan de stedelijke agglomeratie van Duinkerke. Zij grenst aan de gemeenten Nieuw-Koudekerke, Koudekerke, Bieren, Armboutskappel en Duinkerke.

## Geschiedenis
Tot aan de negende eeuw lag het grondgebied van de huidige gemeente bijna volledig onder water. Nog maar vanaf de tiende eeuw begon de  Noordzee zich terug te trekken en dankzij de inpolderingen van de mensen ving de bewoning van het gebied aan. Tijdens de middeleeuwen en de nieuwe tijd was Kapelle maar een klein boerengehuchtje dat eerst in het graafschap Vlaanderen lag en daarna in in Franse handen kwam. Ten tijde van de industriële revolutie begon het inwonertal te stijgen. Sinds de jaren 1960 begon de bevolkingsgroei maar pas echt; ten gevolge van de grote economische ontwikkeling van de havens van Duinkerke. Het voormalige dorp groeide uit een tot een redelijk aanzienlijk voorstadje van Duinkerke. In haar recente ontwikkeling tracht de gemeente om zich ook op cultureel vlak te profileren me de bouw van het Palais des Arts in 1980 en met het de bouw van het Palais de l'univers et des sciences in 2009.

## Naam
In haar geschiedenis is de gemeente gekend bij verschillende namen: Azemboustcapel in 1793, Arembout-Cappel Cappelle in 1801 en sinds 1921 noemt de gemeente zich officieel in het Frans Cappelle-la-Grande.

## Geografie
De oppervlakte van Kapelle bedroeg op 1 januari 2022 5,46 vierkante kilometer; de bevolkingsdichtheid was toen 1.440,5 inwoners per km².

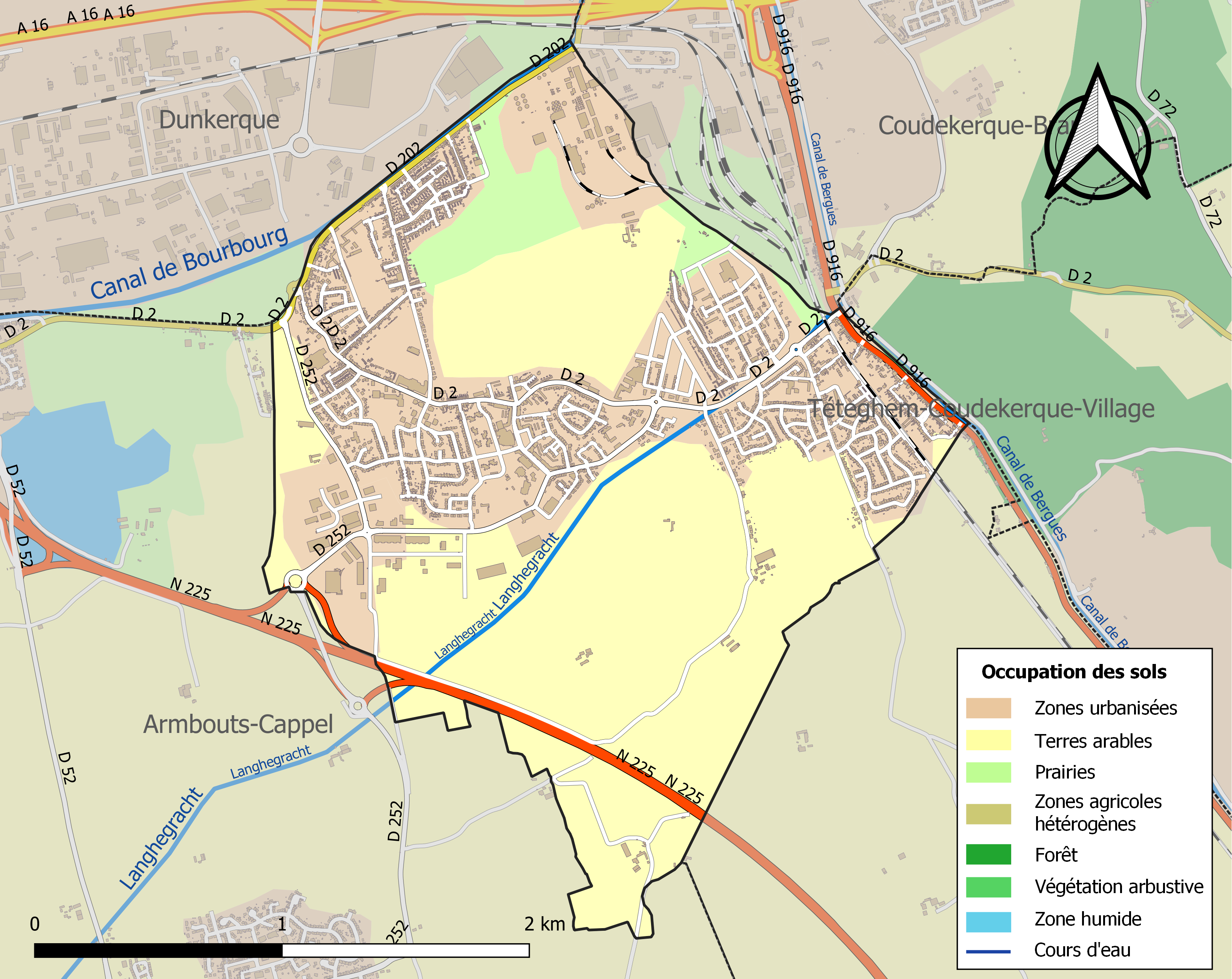
Kaart van de gemeente met belangrijkste infrastructuur, bodemgebruik en omliggende gemeenten

## Bezienswaardigheden
- De Sint-Franciscuskerk (Église Saint-François-d'Assise)
- Palais de l'Univers et des sciences (PLUS), een wetenschaps- en techniekmuseum met planetarium

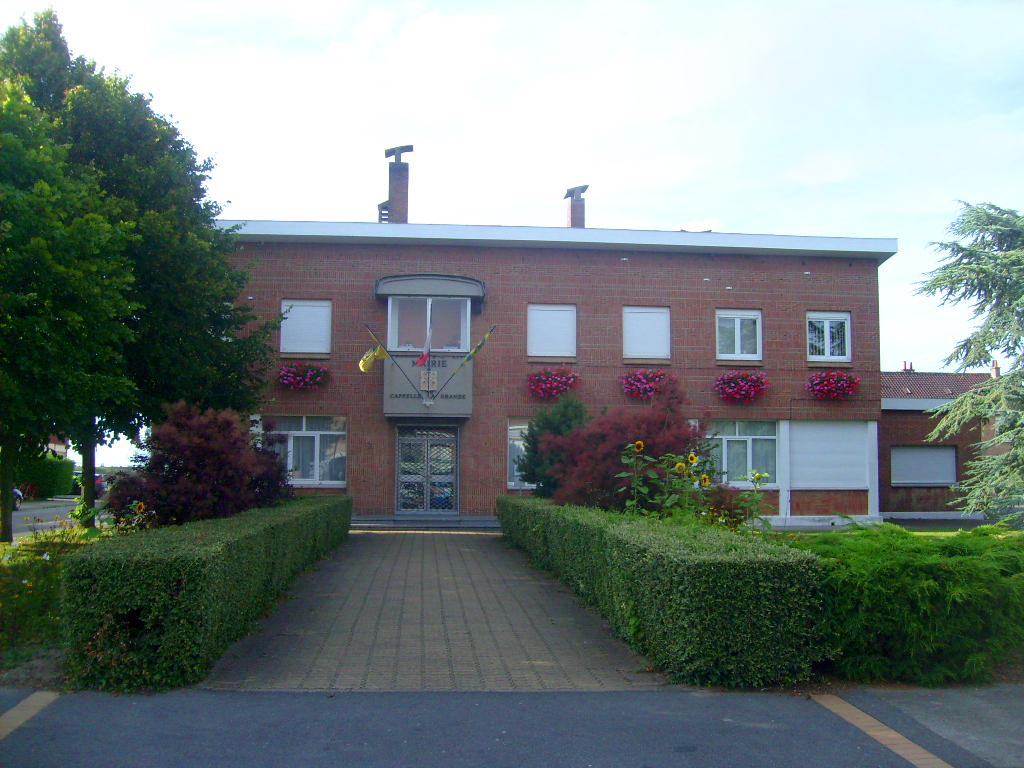
Het gemeentehuis van Kapelle

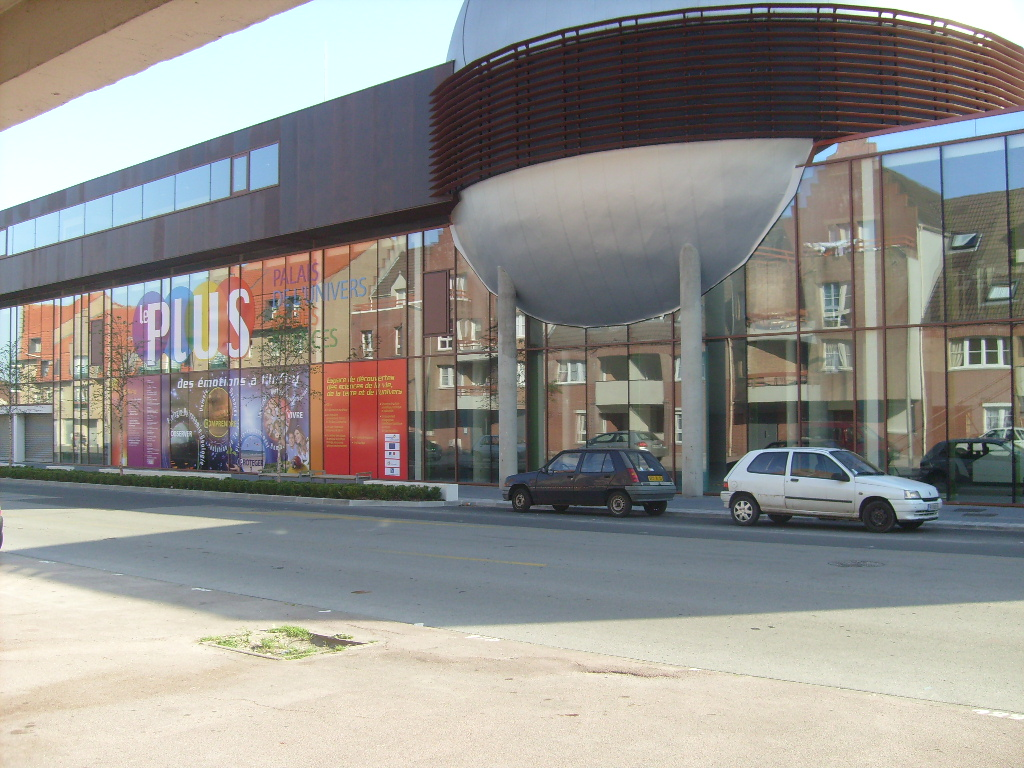
Het Palais de l'univers et des sciences

- Palais des Arts

## Natuur en landschap
Kapelle ligt in het Blootland en aan de zuidrand van de Duinkerkse agglomeratie en ingesloten tussen enkele spoorwegen en autosnelwegen. De hoogte bedraagt 1-5 meter. Ten oosten van Kapelle bevindt zich de Havendijk (Canal de Bergues)

## Demografie
Onderstaande figuur toont het verloop van het inwonertal (bron: INSEE-tellingen).

## Nabijgelegen kernen
Klein-Sinten, Nieuw-Koudekerke, Koudekerke-Dorp, Sint-Winoksbergen, Armboutskappel